# Aguti złocisty
Aguti złocisty (Dasyprocta leporina) – gatunek gryzonia z rodziny agutiowatych, żyjący w gęstych i wilgotnych lasach Brazylii, Gujany Francuskiej, Gujany, Surinamu, Trynidadu i Tobago i Wenezueli. Introdukowany na Dominice, Grenadzie i Wyspach Dziewiczych.

## Charakterystyka
Długość tego gryzonia wynosi od 49 do 64 cm. U tego gatunku występuje dymorfizm płciowy; osobniki żeńskie osiągają większe rozmiary niż osobniki męskie, poza tym nie różnią się od nich wyglądem zewnętrznym. Posiadają małe, okrągłe uszy, oraz krótki, nieowłosiony ogon. Masa ciała dorosłego osobnika wynosi od 3 do 6 kilogramów. Typowa temperatura ciała wynosi około 38 °C. Jaskrawozłote, przechodzące przez rudy aż do pomarańczowego futerko jest gęste, szczeciniaste. Żyje pojedynczo lub parami, bardzo rzadko stadnie. Broni swego terytorium przed obcym aguti. Umie pływać i skakać. Jego kończyny są długie i smukłe, a przednie są krótsze od tylnych, co jest przystosowaniem do ucieczek przed drapieżnikami. Jego kryjówka to np. nisko położona dziupla w drzewie. Nie mają typowych dla gryzoni pazurów, ponieważ uległy one przekształceniu w kopytka. Posiadają stale rosnące siekacze, które muszą regularnie ścierać. Osobniki żeńskie osiągają dojrzałość płciową po sześciu miesiącach od narodzin.
Jest to gatunek w małym stopniu zagrożony wyginięciem według klasyfikacji IUCN.
Żeruje nocą, zjada głównie rośliny (owoce, orzechy, korzenie), nie gardzi jajami ani pisklętami ptaków. Gdy teren, na którym żeruje, jest obfity w pożywienie, robi zapasy. Pokarm przenosi w torbach policzkowych. Aguti złocisty jest szkodnikiem w swojej ojczyźnie. Odławiany dla smacznego mięsa, czasem bywa oswajany.
Podczas prowadzenia badań nad zachowaniem aguti złocistego w niewoli, zaobserwowano u niego przypadki polowania na ptaki i małe gryzonie, co może sugerować, że jest gatunkiem wszystkożernym. Maksymalna długość życia w niewoli wynosi około 18 lat.
Pierwsze wzmianki o aguti znajdują się w książce Andre Thereta, XVI-wiecznego francuskiego kosmografa. Pomimo to odkrycie tego gatunku przypisuje się oficerowi hiszpańskiemu don Feliksowi de Azara, który w 1780 roku przebywał w Paragwaju.
Rozmnażanie
Aguti złociste nie mają wyraźnego sezonu rozmnażania. Ich młode są stosunkowo dobrze rozwinięte. Samice w jednym miocie mają zazwyczaj od 1 do 3 młodych. Okres ciąży wynosi 104 do 120 dni. Po 20 tygodniach młode są odstawiane od mleka matki.
Aguti złocisty jest istotnym roznosicielem nasion palmy Astrocaryum aculeatissimum, co można tłumaczyć tym, że osobniki tego gatunku cechują się gromadzeniem zapasów nasion. Nie są znane wartości odległości, na jakie nasiona tej palmy mogą być roznoszone przez aguti złocistego.

## Podgatunki
Wyróżnia się osiem podgatunków aguti złocistego:
- D. leporina albida Gray, 1842
- D. leporina cayana Lacépède, 1802
- D. leporina croconota Wagler, 1831
- D. leporina fulvus Kerr, 1792
- D. leporina leporina (Linnaeus, 1758)
- D. leporina lunaris Thomas, 1917
- D. leporina maraxica Thomas, 1923
- D. leporina noblei Allen, 1914